# Gare d'Esen
Pour les articles homonymes, voir Esen (homonymie).
Ne doit pas être confondu avec Gare d'Essen.
La gare d'Esen est une ancienne gare ferroviaire belge de la ligne 73, de Deinze à La Panne située à Esen, section de la ville de Dixmude, dans la province de Flandre-Occidentale en Région flamande.

## Situation ferroviaire
Établie à 4 m d'altitude, la gare d'Esen était située au point kilométrique (PK) 47.9 de la ligne 73, de Deinze à La Panne (frontière française) entre la gare, fermée, de Zarren et celle, ouverte, de Dixmude. Cette ligne résulte du regroupement des chemins de fer de Deinze à Tielt (Chemins de fer de la Flandre-Occidentale), de Tielt à Lichtervelde (État belge), Lichtervelde à Furnes, et de Furnes à la frontière française (Compagnie de Furnes à Dunkerque).

## Histoire
La station d'Eessen est mise en service le 11 mai 1858 par la Compagnie du chemin de fer de Lichtervelde à Furnes qui inaugure le même jour la ligne reliant ces deux localités.
La compagnie s’intègre en 1867 dans la Société générale d'exploitation de chemins de fer (SGE) qui regroupe plusieurs des lignes avoisinantes. L'État belge rachète la concession de Lichtervelde à Furnes en 1879 après la dissolution du syndicat d'exploitation. L'année suivante, il inaugure la section de Lichtervelde à Tielt permettant une liaison plus directe entre Gand et la frontière française près de La Panne.
Le bâtiment de la gare est le seul de la ligne à ne pas avoir été remplacé après la nationalisation. Ravagé au début de la Première Guerre mondiale, il est démoli après le conflit.
La suppression des arrêts de Handzame, Zarren et Esen a lieu le 30 mai 1981. Plus rien ne subsiste de la gare d'Esen.

## Patrimoine ferroviaire
Construit par la Compagnie du chemin de fer de Lichtervelde à Furnes, le premier bâtiment des recettes était similaire à celui de la gare de Lichtervelde, reconstruite à la même époque. L'aspect de plusieurs petites gares de la ligne, démolies dans les années 1890 au profit de bâtiments standard (type 1881 à Handzame et 1895 à Zarren et Oostkerke) n'est pas connu.
Ce petit bâtiment symétrique est composé d'un corps de logis à étage de trois travées faiblement espacées (la fenêtre médiane de l'étage étant aveugle) avec deux ailes d'une seule travée de part et d'autre. Ces ailes sont légèrement plus étroites que le corps de logis mais les ouvertures (des portes donnant sur la voie et des fenêtres côté rue) sont plus larges. La façade est en briques peintes à la chaux blanche.
Les gares de ce type présentent une ressemblance avec celles érigées par la Compagnie du chemin de fer d'Eeclo à Bruges, sur une portion fermée de la ligne 58 (Sijsele, Steenbrugge, Balgerhoeke , etc.). L'aspect du corps central et les ornements de façade diffèrent, sauf à Balgerhoeke, mais on retrouve la même fenêtre ovale aux pignons, parfois murée. La première gare de Poelcapelle, agrandie avant sa destruction en 14-18, semblait également présenter les mêmes similarités avec les gares de la compagnie d'Eecloo.
Entre 1887 et 1897, l'État belge avait rétrogradé Eessen au rang de simple halte administrée depuis la gare de Zarren. Elle possède alors une rampe de chargement qui n'existait pas en 1879.
Fortement endommagé au début de la guerre (les Allemands attribuent les dégâts à l'artillerie alliée sur une carte postale datant de 1916), il apparaît à l'état de ruines à la fin du conflit. Une aile de service à toit plat prolongeait l'une des ailes du bâtiment et faisait face à une petite halle aux marchandises positionnée plus loin des voies, sans doute desservie par une voie en cul-de-sac. Une maison de passage à niveau plus moderne, de type État belge, complétait les installations.
L'aspect précis du bâtiment qui le remplaça après 1918 est inconnu. Une photographie de la rue prise depuis le cimetière montre un bâtiment sans étage à colombages et remplissage en briques, en grande partie caché par les maisons.
Le nom de la gare devient finalement « Esen » en 1950, lorsque le nom francisé est abandonné. La SNCB décide de fermer la gare d'Esen pour le 23 mai 1957 mais un point d'arrêt sans personnel est maintenu. Il ferme finalement le 30 mai 1981. Le bâtiment de gare en bois et en briques a disparu, tout comme les quais de la gare.